# Suicide Notes and Butterfly Kisses
Pour les articles homonymes, voir Butterfly.
Albums de Atreyu
Fractures in the Facade of Your Porcelain Beauty
(2001) The Curse
(2004)
Suicide Notes and Butterfly Kisses est le premier album studio du groupe de Metalcore américain Atreyu L'album est sorti le 4 juin 2002 sous le label Victory Records.
Les titres Living Each Day Like You're Already Dead, Someone's Standing on My Chest et Tulips are Better sont des versions ré-enregistrées des titres provenant de la démo Fractures in the Facade of Your Porcelain Beauty.
Des vidéos ont été tournées pour les titres Ain't Love Grand et Lip Gloss and Black.
Depuis sa sortie, plus de 250,000 copies de l'album ont été vendues dans le monde. Le chiffre continue encore de croître.

## Titres des pistes
1. A Song for the Optimists - 04:39
2. Dilated - 03:34
3. Ain't Love Grand - 03:43
4. Living Each Day Like You're Already Dead - 02:45
5. Deanne the Arsonist - 03:41
6. Someone's Standing on My Chest - 04:09
7. At Least I Know I'm a Sinner - 03:22
8. Tulips Are Better - 03:32
9. A Vampire's Lament - 03:19
10. Lip Gloss and Black - 05:04

## Musiciens
- Alex Varkatzas - Chant
- Dan Jacobs - Guitare
- Travis Miguel - Guitare
- Chris Thomson - Basse
- Brandon Saller - Batterie